# Шантлув
Шантлув (фр. Chantelouve) насеље је и општина у источној Француској у региону Рона-Алпи, у департману Изер која припада префектури ?.
По подацима из 2011. године у општини је живело 78 становника, а густина насељености је износила 2,33 становника/km². Општина се простире на површини од 33,41 km². Налази се на средњој надморској висини од 1 115 метара (максималној 3.023 m, а минималној 975 m).

## Демографија
| 1962. | 1968. | 1975. | 1982. | 1990. | 1999. | 2011. |
| ----- | ----- | ----- | ----- | ----- | ----- | ----- |
| 141   | 127   | 82    | 60    | 72    | 73    | 78    |

График промене броја становника у току последњих година